# Médétomidine
La médétomidine est un α2-agoniste utilisé en anesthésiologie vétérinaire. Il est l'un des sédatifs les plus puissants de sa classe.

## Mode d'action
La médétomidine agit sur les récepteurs adrénergiques α2 localisés dans le système nerveux central et le cœur. Elle diminue la libération de noradrénaline et provoque une inhibition du système nerveux sympathique. Ainsi, la médétomidine est responsable d'une diminution de la vigilance, de la nociception et du tonus musculaire.
À l'étage cardiaque, elle provoque une bradycardie : la fréquence cardiaque diminue de 40 à 50 % par rapport aux valeurs habituelles.
La médétomidine agit également, mais dans une moindre mesure, sur les récepteurs adrénergiques α1 – son affinité pour les récepteurs α2 est 1620 fois plus grande que pour les récepteurs α1 – ce qui provoque une vasoconstriction périphérique et une hypertension. 

## Utilisation / Posologie
La médétomidine possède une activité sympatholytique. Elle est utilisée en médecine vétérinaire comme sédatif, analgésique et myorelaxant.
En anesthésiologie, elle est indiquée pour la prémédication et la sédanalgésie. Elle potentialise la narcose et la myorelaxation des anesthésiques halogénés volatils (halothane, isoflurane...).
La dose habituellement utilisée cliniquement varie entre 1 et 20 µg.kg-1 par voie intraveineuse, intramusculaire et sous-cutanée. Elle agit rapidement par voie intraveineuse et en 10 à 20 minutes par voie intramusculaire. L'effet analgésique dure entre 40 et 60 minutes et l'effet sédatif dure 60 à 120 minutes ; tous deux sont dose-dépendants.

## Effets secondaires
La médétomidine provoque une dépression cardio-respiratoire importante à l'origine d'une bradycardie sinusale et d'une bradypnée dose-dépendantes. Elle induit également une vasoconstriction et une hypertension.
Elle diminue les contractions des muscles lisses : elle freine ainsi la motricité gastro-intestinale et provoque une mydriase.
En outre, la médétomidine est hypoinsulinémiante et ainsi, secondairement hyperglycémiante, à l'origine d'une glycosurie, surtout chez le chat.
Les α2-agonistes peuvent être utilisés chez le chat comme vomitifs lors d'intoxication aiguë par des toxiques non caustiques.

## Contre-indications

### Contre-indications relatives
- Hyperkaliémie
- Insuffisance rénale
- Diabète non stabilisé

### Contre-indications absolues
- Insuffisance cardiaque
- États de choc
- Insuffisance hépato-cellulaire grave
- Obstacles mécaniques au péristaltisme

## Interactions médicamenteuses
Il est déconseillé d'administrer des anticholinergiques (atropine, glycopyrrolate) pour lutter contre la bradycardie car il existe d'importants risques d'hypertension sévère et d'arythmie.
Certains opioïdes (fentanyl, butorphanol et péthidine) potentialisent les effets secondaires de la médétomidine.
L'administration de propofol après la médétomidine est susceptible d'induire une hypoxémie.

## Antagonisation
La médétomidine est antagonisée par des α2-antagonistes, préférentiellement l'atipamézole. La yohimbine est à proscrire car elle peut potentialiser les effets secondaires de la médétomidine.